# 훙커
훙커(중국어: 紅客/红客, 영어: Honker Union) 또는 레드 해커(영어: red hacker)는 주로 블랙햇 해커 중에서 중화인민공화국(중국)의 해커들을 일컫는다.

## 중국홍객연맹
중국홍객연맹(中国红客联盟)은 중국 훙커의 연맹으로, 영어로는 HUC라고 한다.

## 같이 보기
- 해킹
- 화이트햇 해커
- 그레이햇 해커
- 사이버전쟁
- 인터넷 보안
- 인육수색
- 피싱
- 중국훙커연맹
- 중화인민공화국의 인터넷 검열(금순공정, 만리방벽)
- 우마오당(중국의 인터넷 댓글부대)